# Райчона
Райчона — река в России, протекает по Тверской области. Устье реки находится в 47 км по правому берегу реки Осуга у деревни Машутино. Длина реки составляет 20 км.
Площадь водосборного бассейна — 204 км².
У истока реки стоит деревня Галки Сукромленского сельского поселения, ниже Воронцы того же поселения. На территории Масловского сельского поселения на реке стоят деревни Обухово, Макарьино, Чевакино, Березки, Екатино и Машутино. В реке обитает: уклейка, плотва, голавль, окунь, пескарь

## Данные водного реестра
По данным государственного водного реестра России относится к Верхневолжскому бассейновому округу, водохозяйственный участок реки — Тверца от истока (Вышневолоцкий гидроузел) до города Тверь, речной подбассейн реки — Волга до Рыбинского водохранилища. Речной бассейн реки — (Верхняя) Волга до Куйбышевского водохранилища (без бассейна Оки).
Код объекта в государственном водном реестре — 08010100512110000002185.